# 大吉沙

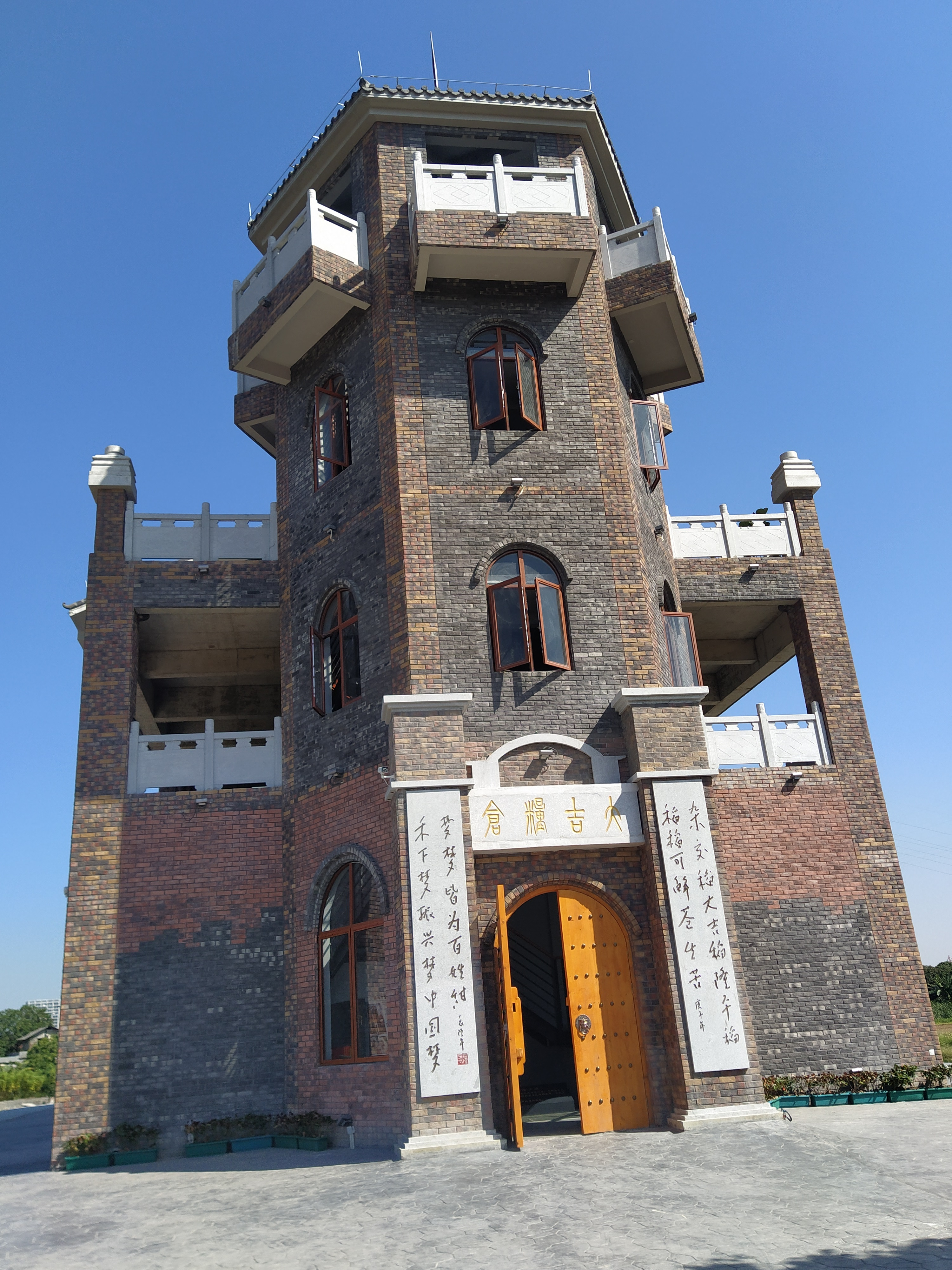
隆平国际现代农业水稻公园内的大吉粮仓

大吉沙，取“大吉大利”之意，是广州市黄埔区珠江上的一座江心岛，由大吉沙、生鱼洲和剑草围组成，东邻大蚝沙，西邻洪圣沙、白兔沙，北靠黄埔港码头，南与番禺区化龙镇隔江相望，面积约0.3平方公里，周边岸线长6.02公里，因四面环江，未通车、桥，至今仍保存大片农田，有“广州的世外桃源”之称。目前島上居民有400多人。

## 历史
大吉沙原为无人岛，二十世纪四五十年代，疍家人上岸后在此聚居，在岛上筑围、围棚、建屋，逐渐形成自然村落，早期的居民有郭、张、李、利、何、陈等多个姓氏，没有统一的祠堂，习俗也多有不同，但大多以种植业和渔业為生，几乎每家每户都临水而建。1960年代，岛上曾建有下沙小学分校，唯1970年代时学校取消，学生需乘船出外上学。
在2015年公布的《珠江江心岛整体保护规划》中，大吉沙岛被列为“限制开发类”的岛屿，定位为生态农业为主、休闲游憩为辅的生态岛屿。2018年5月，黄埔区提出“都市锦田计划”，对该岛进行观光农业项目改造，岛上原有鱼塘将改为垦造水田，2019年，大吉沙岛1340亩的农田被规划为隆平国际现代农业水稻公园项目用地，其中160亩被确定为第三代杂交水稻示范点。2020年4月28日，隆平国际现代农业水稻公园在大吉沙岛开园。2022年，大吉沙岛224栋房屋将进行搬迁安置，部分村民迁至萝岗和苑。

## 旅游
斑胸田鸡、栗树鸭、牛背鹭、鸊鷉、黄胸鹀、白头鹎、翠鸟等180种鸟类栖息於此，是广州的一個观鸟胜地。

## 交通
目前，岛上没有路桥与外界相连，对外交通只能依靠轮渡，乌涌渡口是通往大吉沙岛的唯一渡口，每日有渡船往返于乌涌渡口至大吉沙渡口（生鱼洲码头），单程约十分钟，营运时间为6:15~20:00。